# Elvis Chipezeze
Elvis Chipezeze (* 11. März 1990) ist ein simbabwischer Fußballtorwart.

## Karriere
Im Jahr 2018 wechselte er zu dem südafrikanischen Erstligisten Baroka FC und unterschrieb einen Dreijahresvertrag. Er hütete 26 Mal das Tor.

## Nationalmannschaft
Chipezeze gab sein Nationalmannschaftsdebüt am 5. Juni 2019 gegen Sambia. Er wurde vom Nationaltrainer Sunday Chidzambwa in den simbabwischen Kader für den Afrika-Cup 2019 berufen worden. Im Spiel gegen den Demokratische Republik Kongo stand er im Kader. Er verschuldete 4 Tore, wodurch er und seine Mannschaft ausschieden.